# グロービートジャパン
グロービート・ジャパン株式会社（英: GLOBEAT JAPAN INC.、略: GBJ ）は、ラーメン店のチェーンストアの運営とフランチャイズに関する事業を行う日本の企業である。1992年（平成4年）創業。
「らあめん花月嵐」「ちゃぶ屋とんこつらぁ麺CHABUTON」「麺屋ZERO1」を中心として、複数のブランドでラーメン店のチェーンストアを青森県から沖縄県まで日本全国で展開し、台湾、タイにも進出している。かつてシンガポールで店舗を営業した。

## 沿革
- 1992年（平成4年）10月 - 北条晋一が、東京都杉並区高円寺で「ラーメン専門店花月（ラーメンせんもんてん かげつ）」を創業して開店[2]し、直営1号店となる。
- 1993年（平成5年）10月 - 将来の主力商品「嵐げんこつらあめん」のルーツにあたる「ニンニクとんこつラーメン」を発売する[2]。
- 1994年（平成6年）
  - 6月8日 - ラーメン専門店花月が法人改組し、「株式会社花月食品」を設立する[2]。
  - 7月 - 東京都練馬区光が丘にて、フランチャイズ1号店「ニンニクげんこつラーメン花月」を開店する[4]。
- 1995年（平成7年）6月 - メイン・メニューの「ニンニクとんこつラーメン」を「ニンニクげんこつラーメン」に名称変更する[2]。ブランドカラーも黄色からオレンジ色に変更する[2]。
- 1996年（平成8年）9月 - 店舗数が50に達する[2]。
- 1997年（平成9年）
  - 1月 - セコムアルファ株式会社と「花月ミネラル水（花月のおいしい水）」を共同開発する[2]。
  - 8月 - 花月初の駐車場付き大型店を開店する[2]。
- 1998年（平成10年）
  - 5月 - 社員独立1号店が開店する[2]。
  - 7月 - 全店共通の定期キャンペーンを開始する[2]。
  - 12月 - 店舗数が100となる[2]。
- 2000年（平成12年）
  - 6月 - 店舗数が200となる[2]。
  - 10月 - 社員独立制度「リービングシステム」を開始する[2]。

- 2002年（平成14年）

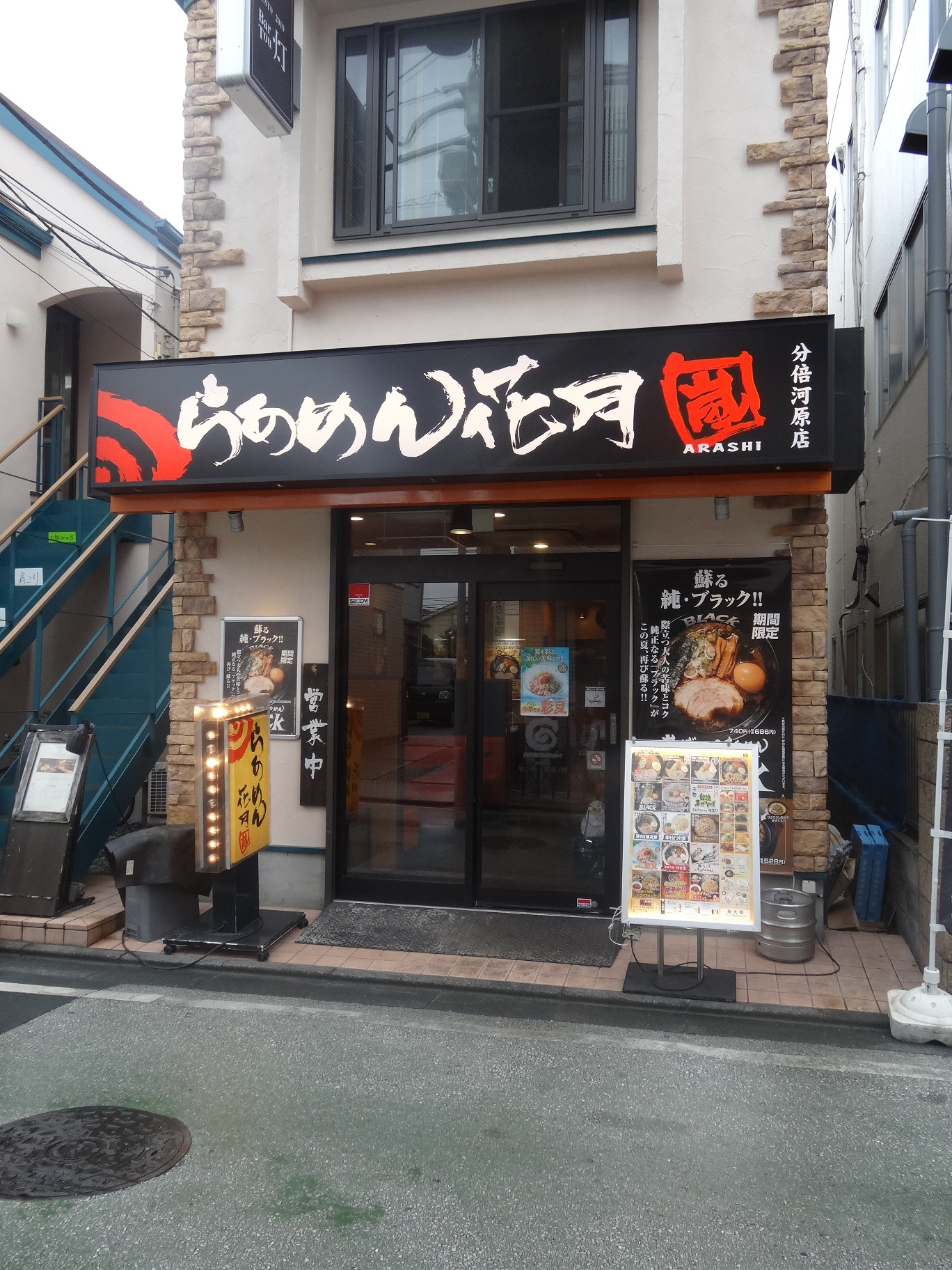
らあめん花月嵐の店舗外観の一例2015年、分倍河原店

  - 7月 - 社名を「株式会社花月食品」から「グロービート・ジャパン株式会社」へ変更する[2]。
  - 7月 - 本社を東京都杉並区高円寺から同区内の荻窪へ移転する[2]。
  - 10月 - 新ブランド「らあめん花月嵐」を[2]埼玉県川越市で開店する。
- 2003年（平成15年）
  - 7月 - 新ブランド「ニンニクげんこつらあめん花月寅」を[2]東京都品川区で開店する。ブランドカラーをオレンジ色から黒×オレンジ色に変更する[2]。
  - 10月 - 期間限定メニューの定期販売を開始する[2]。
- 2005年（平成17年）
  - 2月 - 新業態「豚そば銀次郎」を品川区荏原で開店する。
  - 4月 - 新業態「ちゃぶ屋とんこつらぁ麺CHABUTON」を[2]、千葉市で開店する。
  - 11月 - 初の海外店舗をロサンゼルス市で「CHABUYA」を開店する。のちに撤退する。
- 2007年（平成19年）12月 - 台北市で「らあめん花月嵐」海外1号店「ブリーズ台北駅店」を開店する[5][2]。
- 2008年（平成20年）7月 - 新業態「麺屋ZERO1」を大田区西蒲田で開店する。
- 2010年（平成22年）3月 - バンコクパトゥムワン区内サイアム地区で「ちゃぶ屋とんこつらぁ麺CHABUTON」海外1号店を開店する[5][2]。
- 2013年（平成25年）
  - 5月 - シンガポールで「ちゃぶ屋とんこつらぁ麺CHABUTON」1号店を開店する[2][注 1]。
  - 11月 - シンガポールで「らあめん花月嵐」1号店を開店する[2][注 2]。
- 2015年（平成27年）
  - 2月 - 店舗数が279となる[6]。
  - 2月 - フィリピンで「らあめん花月嵐」1号店を開店する[2]。
- 2018年（平成30年）
  - 9月 - 正社員164名、アルバイト従業員828名となる[7]。
  - 11月 - 国内と海外で「らあめん花月嵐」ブランドなど277店[8]、正社員190名となる[8]。
  - 11月5日 - 新しい社員独立制度「300万支給型社員独立制度（グローアップ・システム）」の運用を開始する[8]。
- 2020年（令和2年）
  - 6月1日 - 新型コロナウイルス感染症対策および予防の観点から、「らあめん花月嵐」の出前サービスとして株式会社出前館の『配達代行サービス』を開始する[9]。
  - 10⽉ -  国内210店・海外41店となる[3]。
- 2023年（令和5年）
  - 6月23日 - フルキャストホールディングスが持株会社のグロービート株式会社の全株式を取得し、完全子会社化する[10]。

## 代表者
2025/1/1～　代表取締役社長　靏見 嘉弘
- 北条 晋一（ほうじょう しんいち） - 創業者。社長。

## ブランド

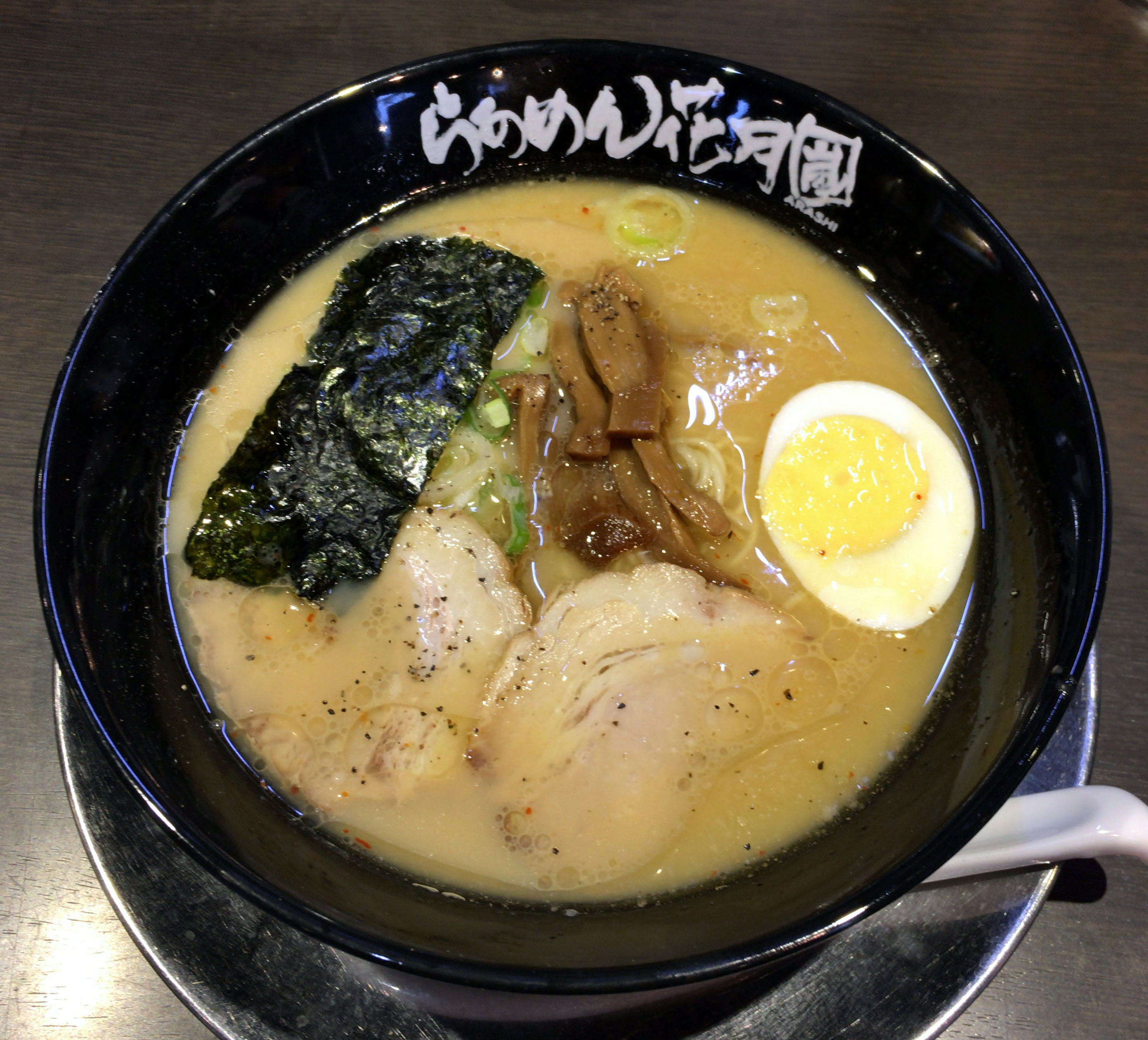
嵐げんこつらあめんらあめん花月嵐のメニューの一例。

- らあめん花月嵐（らあめん かげつ あらし）
- ニンニクげんこつらあめん花月寅（ - かげつ とら）
- ニンニクげんこつラーメン花月
- ちゃぶ屋とんこつらぁ麺CHABUTON（ちゃぶや とんこつらぁめん チャブトン）
- 麺屋ZERO1（めんや ゼロワン）
- らあめん花月嵐BLACK&MONSTER（らあめん かげつ あらし ブラック アンド モンスター）
- ラーメン街道一番星（ラーメン かいどう いちばんぼし）